# Amerikai gótika
Az Amerikai gótika (American Gothic) Grant Wood festménye, mely az amerikai regionalizmus és egyúttal a 20. századi amerikai festőművészet egyik legismertebb alkotása.

## A festmény

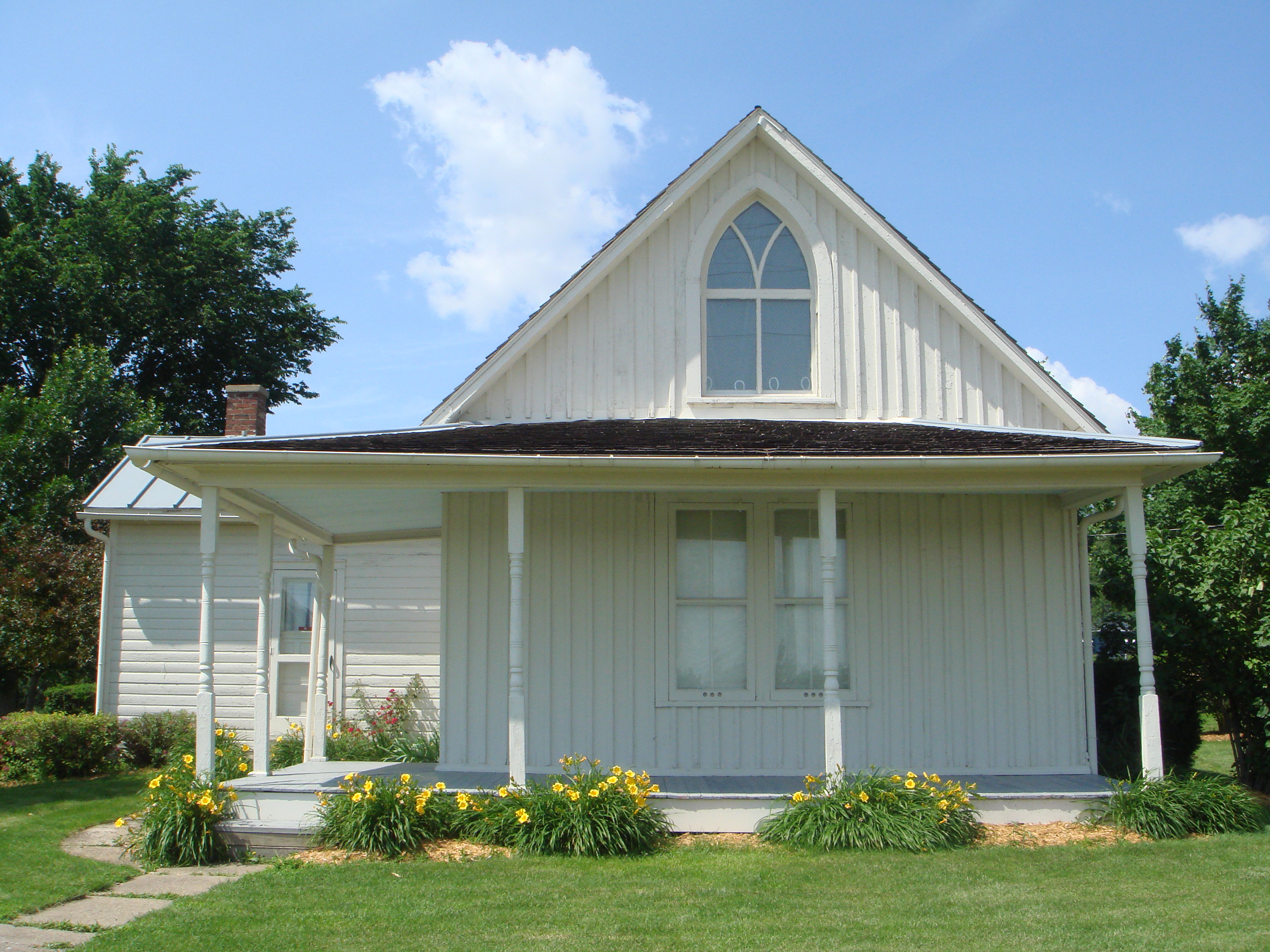
Az eldoni Dibble-ház, Iowa államban

1930 augusztusában Wood John Sharp festőművész társaságában utazgatott inspiráció után kutatva. Az Iowa állambeli Eldon városkájában jártak, itt figyelt fel Wood a Dibble-házra: egy kicsiny, fehér, neogótikus stílusban épült lakóházra, mely ma már a festmény után American Gothic House néven ismert. Woodnak megtetszett – ahogy ő fogalmazott – az iowai „kartonpapír ház”, úgy vélte olyan, amit érdemes megfesteni. Még ott a helyszínen készített egy vázlatot róla egy boríték hátuljára. Később visszatért Eldonba, hogy a ház tulajdonosától, a Jones-családtól kérjen engedélyt arra, hogy lefesthesse a házat. A család beleegyezett kérésébe. Wood pedig olajfestékkel készített vázlatot a ház homlokzatáról: a vázlaton a tetőt a valóságosnál meredekebbre, a csúcsíves ablakot pedig magasabbra rajzolta.
Wood a festmény végső változatát a flamand festészetre jellemző stílusban (a részletek aprólékos kidolgozása, az ironikus stílus) készítette el. Az előtérbe két embert festett, olyanokat, „akikről azt hiszem, hogy ilyen házban élhetnek”: egy farmert és lányát. Testvérét, Nan Woodot kérte meg, hogy álljon modellt a farmer eladósorban lévő lányának figurájához. Wood húgát régi családi fotográfiák alapján öltöztette 19. századi viseletet idéző ruhába. A férfialakot saját fogorvosáról, Dr. Byron McKeebyről mintázta.
A festményt első alkalommal Chicagóban az Art Institute of Chicago Forty-Third Annual Exhibition of Painting and Sculpture című kiállításán mutatták be. Bár a művet a zsűri vonakodva választotta be a kiállítás anyagába, Wood alkotását bronzéremmel és 300 dollár pénzdíjjal jutalmazták. Röviddel a kiállítás után a Chicago Evening Post mutatta be Wood művét, majd később több másik lapban is megjelent a festményt. Az Amerikai gótika gyorsan ismertté vált. A legviharosabb fogadtatásban Wood lakóhelyén, Cedar Rapids-ban részesült, amikor a helyi lap, a Cedar Rapids Gazette is írt a festményről. A helyiek dühösek voltak, mert úgy vélték, hogy Wood kifigurázta és kedvezőtlen színben tüntette fel őket. Wood azzal védekezett, hogy nem karikatúrát festett Iowáról, de elismerte, hogy „Franciaországba kellett mennem, hogy értékelni tudjam Iowát”. Voltak azonban, akik a festmény csipkelődő stílusát inkább erénynek tartották: Gertrude Stein és Christopher Morley műkritikusok úgy vélték, hogy Wood a kisvárosi élet szatíráját festette meg.
Az Amerikai gótikát a kiállítás után az Art Institute of Chicago vásárolta meg, ahol ma is látható.

## Megjelenése a kultúrában

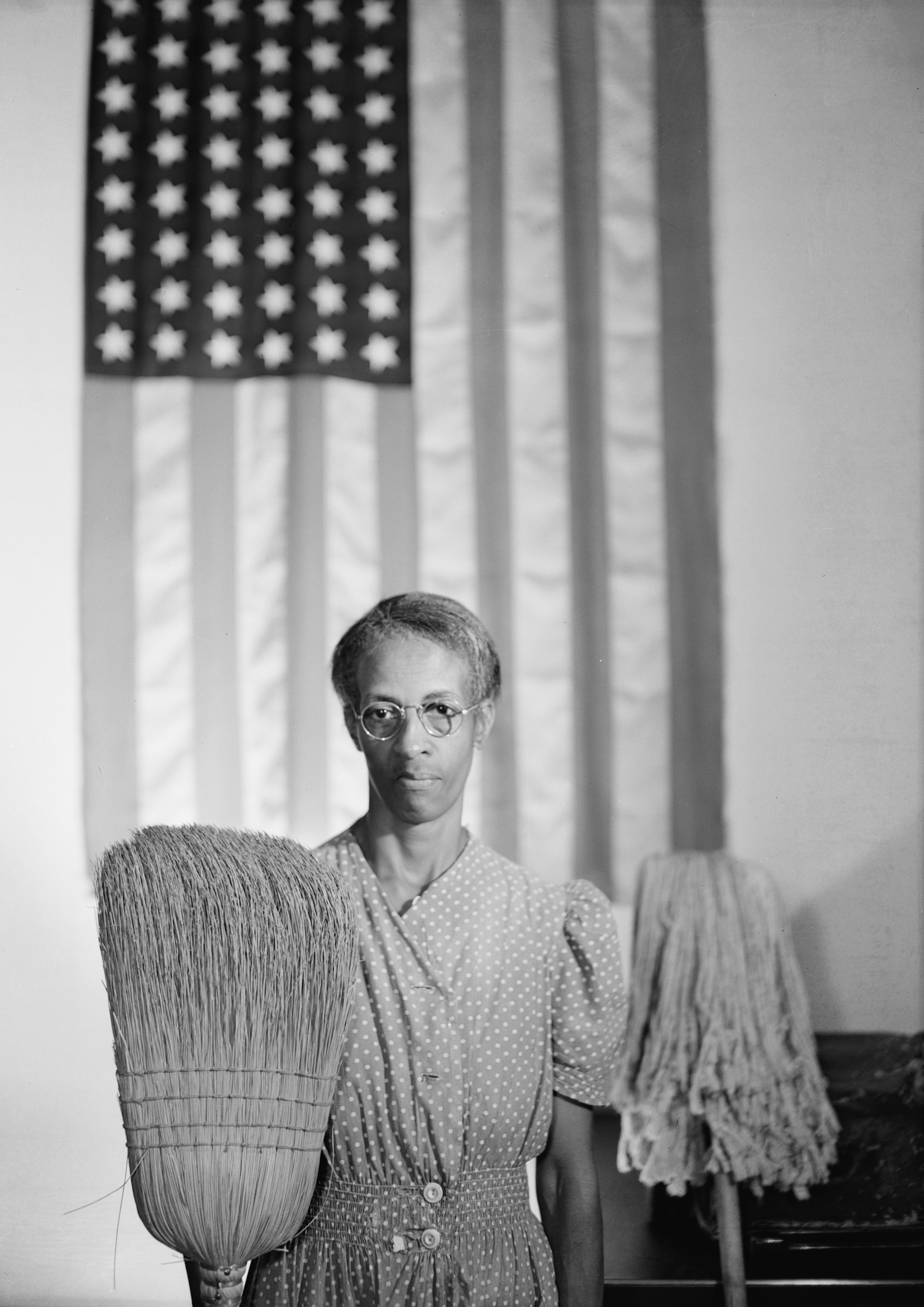
Gordon Parks: Amerikai gótika, Washington D. C. (zselatinos ezüst, 1942), Kongresszusi Könyvtár

Az Amerikai gótika az idők folyamán – akárcsak da Vinci Mona Lisája, vagy Edward Hopper Éjjeli baglyok című festménye – igazi kulturális ikonná vált. Egyike a legtöbbet reprodukált, újraértelmezett és parodizált műalkotásoknak. Wood festményének egyik legismertebb paródiája Gordon Parks 1942-es felvétele: az Amerikai gótika, Washington D.C. címen ismert fotográfia a Mezőgazdaság-védelmi Hivatal egyik takarítójáról, Ella Watsonról készült.
Több mozifilm, mint a Szegény embert az amish húzza (1997), Kaszakő (1993), Amerikai rémregény (1988), Körbebástyázva (2003) plakátja is a festmény mintájára készült. David Ackles 1973-as albuma, a The Smashing Pumpkins 2008-as középlemeze, valamint az Astrovamps együttes Amerikan Gothick (2004) című lemeze is Wood festményéről kapta a címét. Shaun Cassidy 1995-ben American Gothic címmel készített televíziós sorozatot. A festmény szereplőit a Rocky Horror Picture Show (1975) című film egyik jelenetében figurázzák ki. A Simpson család Bart elefántot kap című epizódjában Simpsonék nappalijában az eredeti Amerikai gótika lóg a falon. A festmény feltűnik a Ki vagy, doki? Közlekedési dugó című epizódjában, valamint a Született feleségek című televíziós sorozat főcímében is. 
Sophie Matisse 2001-ben azonos címmel készítette el a saját változatát: alkotásán nem szerepel a férfi és a nőalak, csak a ház és a vasvilla.